# Otto Th. W. Stein
Otto Th. W. Stein (Otto Theodor Wolfgang Stein; * 23. Januar 1877 in Saaz in Böhmen, Österreich-Ungarn als Otto Stein; † 28. November 1958 in Friedland, Tschechoslowakei) war ein böhmischer und tschechoslowakischer Zeichner und Maler deutscher Herkunft.

## Leben
Stein war der Sohn des Händlers Ignatz Stein und dessen Frau Elisabeth (geborene Taussig). Er studierte Malerei in Wien, Prag, Karlsruhe und Paris. In München war er 1913 Mitbegründer der Münchener Neuen Secession. Er wirkte hauptsächlich als Maler und Grafiker in Chemnitz, wo er in Chemnitz-Kaßberg in der Kaiserstraße (heutige Barbarossastraße) 3 lebte, und später in Berlin, wo er der Freien Secession nahestand. Gefördert wurde Stein durch die Kunsthändler Wolfgang Gurlitt und Heinrich Barchfeld in Leipzig. Zu den Sammlern seiner Bilder gehörten unter anderen der Chemnitzer Kunstsammler David Leder und seine Frau Lola, die Eltern des Schriftstellers Stephan Hermlin, und der Schriftsteller Fritz Böttger. 1929 wurde er Mitglied des Rotary-Clubs Chemnitz.
Wegen seiner jüdischen Herkunft wurde er von den Nationalsozialisten verfolgt, und er emigrierte 1935 nach Prag.
1937 wurde in der Aktion „Entartete Kunst“ seine Druckgrafik Die Königin aus dem Schlossmuseum Weimar beschlagnahmt und vernichtet.
Stein überlebte den Holocaust als Häftling im Konzentrationslager Theresienstadt, in dem er ab 1942 drei Jahre lang inhaftiert war. Nach dem Zweiten Weltkrieg ließ er sich in Frýdlant nieder.
Er heiratete 1902/03 in Wien Elena Däubler (11. April 1880 in Triest – September 1935 in Prag), die Schwester seines Freundes Theodor Däubler, den er porträtierte und für den er auch Bücher illustrierte. Die Ehe wurde etwa 1924 geschieden und Elena heiratete den Malerfreund Steins Willi Nowak.

## Nachwirken
Stein war, trotz der 1992 erschienenen Monographie Olaf Thormanns, ein in Deutschland weitgehend vergessener Künstler. Durch die als Kunstjagd bezeichnete und im Netz Schritt für Schritt wochenweise gebloggte Suche nach einem seiner Bilder durch den deutsch-amerikanischen Literaturwissenschaftler Edward Engelberg (1929–2016), der seine Emigration als Kind aus Deutschland 1938 diesem Gemälde verdankte, erhielt Stein 2015 wieder größere mediale Beachtung im deutschsprachigen Raum. Bei der (bislang ergebnislosen) Suche nach dem Bild wurde Engelberg von der Familie der Chemnitzer Sammler David und Lola Leder durch die Enkelin der Sammler Bettina Leder begleitet. Die Suche selbst war Sache von vier jungen investigativen Journalisten, die versuchten, sich dabei aller greifbaren sozialen Medien zu bedienen. Engelbert geht es nicht um eine Restitution des Gemäldes, sondern um seine Geschichte.

In der Mediengeschichte und Filmgeschichte wird häufig ein visionärer Aufsatz zitiert, den Stein in seiner Dresdner Zeit 1913 schrieb: „Der Kinematograph als moderne Zeitung“. Darin sah er voraus, dass sich aus der in Kinos gezeigten, zuerst 1908/09 vom Pathé-Journal entwickelten Wochenschau eine „völlige Umwälzung unserer Presse“ ergeben werde, sobald ihr Format journalistisch voll entfaltet sei. Steins Ideen wurden später nicht nur durch fortgeschrittene Wochenschauredaktionen und vom Fernsehen umgesetzt, sie skizzierten einen multimedialen bzw. crossmedialen Journalismus: 
Bei der wahrhaft modernen Zeitung würden die alten, wackern Freunde des Zeitungsmannes, Telephon und Telegraph, in innigem Vereine mit photographischer Kamera, Aufnahmekino, Projektionsapparat, Fernphotograph und Fernkinematograph arbeiten, Druckerei und Filmfabrik, Zeitungsexpedition und Kinosalon einander ergänzen.

## Werke (Auswahl)
- Theodor Däubler: Gedichte aus seinen Werken. Gurlitt, Berlin 1921, OCLC 832964132 (Illustrationen von O. Th. W. Stein).
- Gemälde Bildnis des Dichters Theodor Däubler ausgestellt in der 2. Sommerausstellung der Münchener Neuen Secession[8]
- Bildnis des Herrn L. (vor 1923, Öl)[9]
- Vier Wandmalereien, ausgestellt in der 2. Ausstellung Deutscher Künstler aus Böhmen und ein Frauenbildnis.[10]

## Postume Ausstellung
- 1990: Dresden, Kunstausstellung Kühl (Zeichnungen)